# Madison Keys
Madison Keys (Rock Island, 17 februari 1995) is een tennisspeelster uit de Verenigde Staten van Amerika. Zij begon op vierjarige leeftijd met tennis, en zij werd op haar veertiende verjaardag professional. Zij is actief in het internationale tennis sinds 2009. Zij heeft één grandslamtitel op haar naam staan, op het Australian Open 2025.

## Loopbaan

### Enkelspel
Keys debuteerde in 2009 op het ITF-toernooi van Fort Walton Beach (VS). Zij stond in 2010 voor het eerst in een finale, op het ITF-toernooi van Cleveland (VS) – hier veroverde zij haar eerste titel, door de Finse Piia Suomalainen te verslaan. In totaal won zij drie ITF-titels, de laatste in 2012 in Phoenix (VS).
In 2009 speelde zij haar eerste WTA-toernooi op Ponte Vedra Beach, waar zij met een wildcard was toegelaten en de tweede ronde haalde. Zij versloeg toen Alla Koedrjavtseva, en was hiermee destijds met 14 jaar en 48 dagen de zevende jongste speelster die een WTA-wedstrijd won. Zij stond in 2014 voor het eerst in een WTA-finale, op het toernooi van Eastbourne – hier veroverde zij haar eerste titel, door de Duitse Angelique Kerber te verslaan.
In 2017 bereikte zij een grandslamfinale, op het US Open – zij verloor de eindstrijd van haar landgenote Sloane Stephens. Tot op heden(februari 2025) won zij tien WTA-titels, de meest recente in 2025 op het Australian Open.
Haar hoogste notering op de WTA-ranglijst is de 5e plaats, die zij bereikte in februari 2025.

### Dubbelspel
Keys was tot 2022 weinig actief in het dubbelspel. Zij debuteerde in 2011 op het US Open, samen met landgenote Samantha Crawford. Zij stond in 2012 voor het eerst in een finale, op het ITF-toernooi van Yakima (VS), weer met Crawford aan haar zijde – hier veroverde zij haar eerste, en enige, titel, door het Chinese duo Xu Yifan en Zhou Yimiao te verslaan.
Haar beste resultaat op de grandslamtoernooien is het bereiken van de halve finale, op Roland Garros 2022 samen met landgenote Taylor Townsend. Daarmee trad zij toe tot de top 100 van de WTA-ranglijst. Ook op de WTA-toernooien kwam Keys eenmaal tot de halve finale, op het WTA-toernooi van Toronto 2022, aan de zijde van de Indiase Sania Mirza.
Haar hoogste notering op de WTA-ranglijst is de 56e plaats, die zij bereikte in oktober 2022.

### Tennis in teamverband
In de periode 2014–2022 maakte Keys deel uit van het Amerikaanse Fed Cup-team – zij vergaarde daar een winst/verlies-balans van 6–6.

## Persoonlijk
Keys is verloofd met tennisser Bjorn Fratangelo.

## Posities op deWTA-ranglijst
Positie per einde seizoen:
| jaar | rang enkelspel | rang dubbelspel |
| ---- | -------------- | --------------- |
| 2009 | 621            | –               |
| 2010 | 483            | –               |
| 2011 | 315            | 907             |
| 2012 | 149            | 265             |
| 2013 | 37             | 972             |
| 2014 | 31             | 123             |
| 2015 | 18             | 240             |
| 2016 | 8              | 350             |
| 2017 | 19             | 465             |
| 2018 | 17             | 479             |
| 2019 | 13             | –               |
| 2020 | 16             | –               |
| 2021 | 56             | 540             |
| 2022 | 11             | 56              |
| 2023 | 12             | 549             |
| 2024 | 21             | 562             |

## Resultaten grandslamtoernooien
| Legenda | Legenda                          |
| ------- | -------------------------------- |
| g.t.    | geen toernooi gehouden           |
| l.c.    | lagere categorie                 |
| –       | niet deelgenomen                 |
| G       | uitgeschakeld in de groepsfase   |
| 1R      | uitgeschakeld in de eerste ronde |
| 2R      | uitgeschakeld in de tweede ronde |
| 3R      | uitgeschakeld in de derde ronde  |
| 4R      | uitgeschakeld in de vierde ronde |
| KF      | uitgeschakeld in de kwartfinale  |
| HF      | uitgeschakeld in de halve finale |
| F       | de finale verloren               |
| W       | het toernooi gewonnen            |
| w-v     | winst/verlies-balans             |

### Enkelspel
| toernooi        | 2011 | 2012 | 2013 | 2014 | 2015 | 2016 | 2017 | 2018 | 2019 | 2020 | 2021 | 2022 | 2023 | 2024 | 2025 |
| --------------- | ---- | ---- | ---- | ---- | ---- | ---- | ---- | ---- | ---- | ---- | ---- | ---- | ---- | ---- | ---- |
| Australian Open | –    | 1R   | 3R   | 2R   | HF   | 4R   | –    | KF   | 4R   | 3R   | –    | HF   | 3R   | –    | W    |
| Roland Garros   | –    | –    | 2R   | 1R   | 3R   | 4R   | 2R   | HF   | KF   | 1R   | 3R   | 4R   | 2R   | 3R   | KF   |
| Wimbledon       | –    | –    | 3R   | 3R   | KF   | 4R   | 2R   | 3R   | 2R   | g.t. | 4R   | –    | KF   | 4R   | 3R   |
| US Open         | 2R   | –    | 1R   | 2R   | 4R   | 4R   | F    | HF   | 4R   | 3R   | 1R   | 3R   | HF   | 3R   |      |

### Vrouwendubbelspel
| toernooi        | 2011 | 2012 | 2013 | 2014 | 2015 | 2016 |    | 2022 |
| --------------- | ---- | ---- | ---- | ---- | ---- | ---- | -- | ---- |
| Australian Open | –    | –    | –    | 3R   | 1R   | 2R   | –  |      |
| Roland Garros   | –    | –    | 1R   | 3R   | –    | –    | HF |      |
| Wimbledon       | –    | –    | 1R   | 2R   | 1R   | 1R   | –  |      |
| US Open         | 1R   | 2R   | –    | –    | 1R   | –    | –  |      |

### Gemengd dubbelspel
| Australian Open | –  | –  | –  | –  |
| Roland Garros   | –  | –  | –  | –  |
| Wimbledon       | 2R | 2R | –  | –  |
| US Open         | –  | –  | 1R | 2R |

## Palmares
| Legenda                 |
| ----------------------- |
| Grandslamtoernooi       |
| Olympische Spelen       |
| Year-End Championships  |
| Premier Mandatory       |
| Premier Five / WTA 1000 |
| Premier / WTA 500       |
| International / WTA 250 |
| Challenger / WTA 125    |

### Overwinningen op een regerend nummer 1
Keys heeft tot op heden tweemaal een partij tegen een op dat ogenblik heersend leider van de wereldranglijst gewonnen (peildatum 25 januari 2025):
| nr. | datum      | toernooi        | ronde       | tegenstandster  | score         |         |
| --- | ---------- | --------------- | ----------- | --------------- | ------------- | ------- |
| 1.  | 2022-08-18 | WTA Cincinnati  | derde ronde | Iga Świątek     | 6-3, 6-4      | details |
| 2.  | 2025-01-25 | Australian Open | finale      | Aryna Sabalenka | 6-3, 2-6, 7-5 | details |

### WTA-finaleplaatsen enkelspel
| nr.              | finale     | toernooi        | ondergrond | tegenstandster       | score         |         |
| ---------------- | ---------- | --------------- | ---------- | -------------------- | ------------- | ------- |
| gewonnen finales |            |                 |            |                      |               |         |
| 01.              | 2014-06-21 | WTA Eastbourne  | gras       | Angelique Kerber     | 6-3, 3-6, 7-5 | details |
| 02.              | 2016-06-19 | WTA Birmingham  | gras       | Barbora Strýcová     | 6-3, 6-4      | details |
| 03.              | 2017-08-06 | WTA Stanford    | hardcourt  | Coco Vandeweghe      | 7-6, 6-4      | details |
| 04.              | 2019-04-07 | WTA Charleston  | gravel     | Caroline Wozniacki   | 7-6, 6-3      | details |
| 05.              | 2019-08-18 | WTA Cincinnati  | hardcourt  | Svetlana Koeznetsova | 7-5, 7-6      | details |
| 06.              | 2022-01-15 | WTA Adelaide    | hardcourt  | Alison Riske         | 6-1, 6-2      | details |
| 07.              | 2023-07-01 | WTA Eastbourne  | gras       | Darja Kasatkina      | 6-2, 7-6      | details |
| 08.              | 2024-05-25 | WTA Straatsburg | gravel     | Danielle Collins     | 6-1, 6-2      | details |
| 09.              | 2025-01-11 | WTA Adelaide    | hardcourt  | Jessica Pegula       | 6-3, 4-6, 6-1 | details |
| 10.              | 2025-01-25 | Australian Open | hardcourt  | Aryna Sabalenka      | 6-3, 2-6, 7-5 | details |
| verloren finales |            |                 |            |                      |               |         |
| 1.               | 2015-04-12 | WTA Charleston  | gravel     | Angelique Kerber     | 2-6, 6-4, 5-7 | details |
| 2.               | 2016-05-15 | WTA Rome        | gravel     | Serena Williams      | 6-7, 3-6      | details |
| 3.               | 2016-07-31 | WTA Montréal    | hardcourt  | Simona Halep         | 6-7, 3-6      | details |
| 4.               | 2017-09-09 | US Open         | hardcourt  | Sloane Stephens      | 3-6, 0-6      | details |
| 5.               | 2020-01-12 | WTA Brisbane    | hardcourt  | Karolína Plíšková    | 4-6, 6-4, 5-7 | details |